# Verneuil (Charente)
Verneuil é uma comuna francesa na região administrativa da Nova Aquitânia, no departamento de Charente. Estende-se por uma área de 7,70 km². Em 2010 a comuna tinha 106 habitantes (densidade: 13,8 hab./km²).